# إدوين إي. هويل
إدوين إي. هويل (بالإنجليزية: Edwin E. Howell)‏ هو جيولوجي أمريكي، ولد في 12 مارس 1845 في مقاطعة جينيسي في الولايات المتحدة، وتوفي في 16 أبريل 1911 في واشنطن العاصمة في الولايات المتحدة.